# Campeonato Argentino de Futebol
O Campeonato Argentino de Futebol, mais conhecido como Primera División, e oficialmente como Liga Profesional de Fútbol, é a principal competição entre clubes de futebol profissional da Argentina, iniciado em 1891 e organizado desde 2020 pelo órgão homônimo Liga Profesional de Fútbol (LPF), filiado à Asociación del Fútbol Argentino (AFA).
A Primera División é a principal divisão de futebol do país e a primeira divisão do sistema de ligas de futebol da Argentina. Opera em sistema de promoção e rebaixamento com a Primera Nacional (segunda divisão), sendo rebaixados os times com pior colocação no final da temporada.
Com o primeiro campeonato realizado em 1891, a Argentina tornou-se o primeiro país fora do Reino Unido (onde a liga inglesa estreou em 1888, e as ligas escocesa e irlandesa em 1890) a estabelecer uma liga de futebol. Nos primeiros anos, apenas equipes de Buenos Aires, Grande Buenos Aires, La Plata, Rosário e Santa Fe eram filiadas à associação nacional. Equipes de outras cidades se juntariam anos depois.
A Primera División tornou-se profissional em 1931, quando 18 clubes se separaram das ligas amadoras para formar uma liga profissional. Desde então, a temporada tem sido disputada anualmente em quatro formatos e calendários diferentes.

## Formato

### Campeonato
A temporada de 2025 será disputada por 30 equipes, incluindo todas as equipes da temporada anterior, já que não houve rebaixamento, mais as duas equipes promovidas da Primera Nacional de 2024. A temporada iniciou em 23 de janeiro e terminará em 14 de dezembro de 2025.
As equipes são divididas em dois grupos de quinze cada, que se enfrentam todos contra todos em turno único, classificando dezesseis deles para a próxima fase, que depois se enfrentam por rodadas de eliminação direta para determinar o campeão. Serão disputados dois torneios durante a temporada, denominados Apertura e Clausura, que cada um consagrará seu próprio campeão.
Ambos os campeões dos dois torneios se classificam para se enfrentarem no Trofeo de Campeones de la Liga Profesional.

### Rebaixamento
O rebaixamento é baseado em um sistema de média. Ao final da temporada, os dois times com piores médias de três anos são rebaixados, enquanto o vencedor e o vice-campeão da Primera Nacional são promovidos à Primera División.

### Competições internacionais
A partir de 2022, seis clubes da Argentina estão elegíveis para disputar a Copa Libertadores. Os campeões da Primera División, Copa Argentina e da Copa de la Liga Profesional se classificam automaticamente para o torneio. As três melhores equipes na tabela agregada que ainda não estão qualificadas para nenhum torneio internacional serão qualificadas para a Copa Libertadores, enquanto as próximas seis equipes se qualificarão para a Copa Sul-Americana.

## História

### Torneio de pontos corridos (1891–1966)

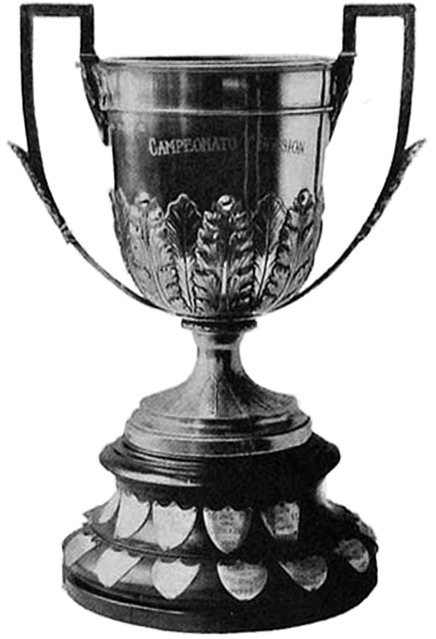
A Copa Campeonato foi o primeiro troféu concedido pela AFA

Em 1891, a Argentine Association Football League (AAFL) foi criada, com Alex Lamont, da St. Andrew's Scots School, como um dos membros do conselho. A AAFL foi a primeira liga de futebol fora das Ilhas Britânicas a estabelecer uma liga de futebol. As primeiras partidas da Primera División foram disputadas em 12 de abril de 1891: Buenos Aires FC vs. St. Andrew's e Old Caledonians vs. Belgrano FC.
Um único torneio de pontos corridos de dois turnos era disputado a cada ano, e o time com mais pontos sagrava-se campeão, exceto em 1936, nesse ano os vencedores da "Copa de Honor" e da "Copa Campeonato" disputaram uma partida pelo título do campeonato. O arranjo de torneio único durou até 1966.
Nesse período, os tradicionais "cinco grandes" clubes, a saber, River Plate, Boca Juniors, Independiente, Racing e San Lorenzo dominaram o futebol argentino. Nenhum outro time além deles ganhou o campeonato nestes 36 anos. A disputa pelo título mais séria veio do Banfield em 1951, quando conquistou os mesmos pontos com o Racing Club na tabela de classificação. No entanto, eles perderam por 1 a 0 em um desempate de dois jogos do primeiro lugar e deram o título ao Racing.
O sistema de média para rebaixamentos foi implementado pela primeira vez no campeonato de 1957, com o Ferro Carril Oeste se tornando o primeiro time a ser rebaixado nesse sistema. A média continuou até 1963, quando o campeonato voltou ao antigo formato (com os times piores colocados sendo rebaixados). No entanto, não houve rebaixamentos até 1967 (com Unión de Santa Fe e Deportivo Español sendo enviados para a Primera B após disputarem um torneio entre as equipes da primeira e segunda divisões para definir as promoções e rebaixamentos).

### Metropolitano e Nacional (1967–1985)
Em 1967, o formato de torneio único foi abandonado e substituído por dois campeonatos em cada ano: o Metropolitano e o Nacional. O Metropolitano só permitia a participação de clubes que disputavam o antigo torneio, enquanto o Nacional era aberto a times de torneios regionais. O formato da competição também foi alterado, com o torneio de pontos corridos de dois turnos substituído pelo campeonato Metropolitano de dois grupos e pelo Nacional de turno único naquele ano.
Essa mudança provocou uma revolução no futebol argentino, pois times pequenos, como o Estudiantes de La Plata no início, e Vélez Sarsfield, Chacarita Juniors e outros nos anos posteriores, quebraram a hegemonia dos cinco clubes que haviam vencido todos os campeonatos até aquela data.
Entre 1967 e 1969, o Metropolitano e o Nacional passaram por diversas mudanças de formato. Nos primeiros três anos, o Metropolitano foi um campeonato de dois grupos, com as duas melhores equipes de cada grupo disputando as semifinais da fase eliminatória.
As seis melhores equipes de cada grupo avançariam para o Nacional, com mais quatro equipes vindas de torneios regionais, para disputar o campeonato Nacional em formato de pontos corridos de turno único. A sétima e a oitava equipes de cada grupo, ao lado de quatro equipes de torneios regionais, disputaram o torneio Promocional, que, em 1969, foi substituído pelo torneio Petit disputado sem equipes regionais. A nona a décima segunda equipes de cada grupo entraram no torneio Reclasificatorio para determinar as equipes rebaixadas.
Em 1970, o formato do Metropolitano e do Nacional passou por uma reforma. Desde aquele ano, e até 1985, o Nacional passou a ser um torneio de grupos com eliminatórias, enquanto o Metropolitano era disputado em sistema de pontos corridos de um ou dois turnos, exceto nas edições de 1974, 1976 e 1979, que também foram disputadas como um torneio de grupo com eliminatórias.
Apesar da mudança de formato em 1970, as equipes ainda disputavam o campeonato Nacional, o torneio Petit e o torneio Reclasificatorio de acordo com sua classificação no Metropolitano daquele ano. Porém, em 1971, os torneios foram separados. As equipes não entraram no Nacional terminando na primeira posição do Metropolitano. Por outro lado, o torneio Petit e o torneio Reclasificatorio foram abandonados. O Metropolitano e o Nacional tornaram-se dois torneios verdadeiramente individuais. Embora o antigo sistema tenha sido reutilizado em 1972, a separação foi instituída novamente em 1973 e foi adotada durante todo o restante da era Metropolitano e Nacional.
O Metropolitano sempre foi disputado primeiro, até que a ordem dos torneios foi invertida em 1982.
Após 20 anos desde a última vez que foi utilizado, o sistema de média de rebaixamentos voltou no campeonato Metropolitano de 1983, dois anos após o rebaixamento do San Lorenzo. Naquele ano, o River Plate terminou em 18º lugar entre 19 equipes e teria sido rebaixado no antigo sistema, junto com o Racing de Córdoba. As primeiras equipes a serem rebaixadas no sistema de média foram Racing e Nueva Chicago. O Boca Juniors também estava passando por dificuldades naquela época e teve uma temporada sombria em 1984. Esses fatos levaram à especulação de que o sistema de média foi instituído para minimizar a chance de times grandes serem rebaixados.

### Temporadas de estilo europeu (1985–1991)
Seguindo o conselho do então técnico da Seleção Argentina de Futebol, Carlos Salvador Bilardo, a estrutura do jogo foi modificada em 1985. Tradicionalmente, como em outros países do hemisfério sul, a temporada de futebol começava e terminava de acordo com o ano civil. Porém, com a reforma, a temporada de estilo europeu foi adotada pela primeira vez entre todos os demais países sul-americanos. Além disso, em vez de realizar dois campeonatos por ano, apenas um torneio de pontos corridos de dois turnos foi disputado, como as ligas de futebol na Europa. A equipe que liderava a tabela no final da temporada sagrou-se campeã.
Em 1985, após a disputa do Nacional, o Metropolitano não foi realizado, enquanto o novo torneio único (1985–86) foi disputado pela primeira vez.
Na temporada 1988–89, três pontos foram atribuídos aos vencedores dos jogos. Se ocorresse um empate, acontecia uma disputa de pênaltis e o vencedor da disputa de pênaltis receberia dois pontos enquanto o perdedor ainda teria um. Este formato foi descartado na temporada seguinte.

### Apertura e Clausura (1991–2012)
Cinco anos depois, o campeonato único foi dividido em dois torneios de turno único, dando origem ao arranjo Apertura e Clausura. Em 1991, os dois campeões disputaram partidas em que o vencedor leva tudo. Essa prática foi muito polêmica, principalmente porque um dos maiores times, o Boca Juniors, perdeu a final para o Newell's Old Boys, custando-lhes o primeiro campeonato oficial desde 1981, apesar da invencibilidade no Clausura. Em 1992 o jogo também foi realizado (desta vez entre Newell's Old Boys e River Plate), mas independente do resultado (que favoreceu o River Plate) os dois times conquistaram o título de campeão. Depois de 1992, a prática foi rapidamente abandonada, de modo que dois campeões (em pé de igualdade) foram coroados a cada temporada e nenhum jogo decisivo foi disputado.
Originalmente, dois pontos eram dados aos vencedores dos jogos, exceto na temporada 1989–90. A partir de 1995–96, a regra foi alterada e eram dados três pontos por vitória, um por empate e nenhum por derrota.
A temporada 1999–2000 introduziu pela primeira vez o sistema de promoção e rebaixamento, onde os dois clubes colocados em 1º e 2º lugar entre os quatro times com menor média, tiveram que jogar uma série de duas partidas com times da Primera B Nacional para manter seu lugar na divisão.

### Inicial e Final (2012–2014)
Para a temporada 2012–13, o Torneo Apertura e o Clausura tornaram-se "Torneo Inicial" e "Torneo Final", sendo disputados com o mesmo formato de antes, mas proclamando apenas um campeão a cada temporada, ao contrário do último formato que teve dois campeões (Apertura e Clausura, respectivamente).
Antes dessas mudanças, um projeto polêmico para a temporada 2012–13 havia sido proposto: consistia em um novo torneio que conteria as equipes da Primera División e da Primera B Nacional: a primeira não teria nenhum time rebaixado da temporada 2011–12 e incluiria dezesseis equipes desta última, Primera B Nacional. O torneio também incluiria um time da Primera B Metropolitana e um do Torneo Argentino A, criando uma liga de 38 times. Estas mudanças foram fortemente contestadas pela mídia e pelo povo e, finalmente, o torneio foi cancelado. Porém, o projeto do novo formato foi retomado com sucesso a partir da temporada 2015.

### Superfinal (2013–2014)
Terminados os torneios Inicial e Final, ambos os vencedores tiveram que disputar uma partida pela Copa Campeonato (conhecida também como Superfinal). A AFA já havia determinado que a primeira edição (disputada em 2013) seria considerada um título oficial da Primera División (temporada 2012–13), portanto o Vélez Sarsfield conquistou seu 10º campeonato oficial após derrotar o Newell's Old Boys.
Porém, a partir da edição de 2014 foi determinado que a Superfinal não seria considerada um título da Primera División, mas sim uma copa oficial.
Devido a isso as temporadas de 2015 e 2016 foram disputadas como torneios únicos com apenas um campeão por temporada, a Copa Campeonato não foi realizada desde então.

### Torneio único novamente e Superliga (2014–2020)
A partir de agosto de 2014, foi realizado o "Torneo de Transición", com a participação de 20 equipes (17 da temporada 2013–14 e 3 promovidas da Primera B Nacional de 2013–14). Nenhuma equipe foi rebaixada ao final do campeonato.
Em 2015, o formato mudou para um torneio com 30 equipes. Os primeiros cinco clubes das Zonas A e B da temporada 2014 da Primera B Nacional foram promovidos à Primera División. Essas 10 equipes, mais os 20 clubes que atualmente participam da primeira divisão, se classificaram para disputar a próxima temporada.
Nesse mesmo ano, a AFA anunciou o formato para as próximas cinco temporadas da Primera División:
- No primeiro semestre de 2016, o campeonato foi disputado por 30 times. Uma equipe foi rebaixada e uma equipe foi promovida da Primera B Nacional.
- De agosto de 2016 a junho de 2017, a liga também foi disputada por 30 times. Quatro times foram rebaixados e dois times foram promovidos da Primera B Nacional.
- De agosto de 2017 a junho de 2018, a liga foi disputada por 28 times. Quatro equipes serão rebaixadas e duas equipes serão promovidas da Primera B Nacional. Esta temporada foi também a primeira "Superliga Argentina", organizada pela entidade homônima, que é administrada de forma independente e tem estatuto próprio. Portanto, a AFA focou exclusivamente nas Seleções Argentinas. A temporada 2017–18 foi o primeiro campeonato organizado pelo órgão.
- De agosto de 2018 a junho de 2019, a Superliga foi disputada por 26 equipes. Quatro times foram rebaixados e dois times foram promovidos da Primera B Nacional.

### 2020–presente
Em fevereiro de 2020, o presidente da AFA Claudio Tapia afirmou que a Superliga foi criada para posicionar o futebol argentino como um produto, mas falhou nesse propósito. Com isso, a AFA assumiria a organização dos campeonatos da Primera División, segundo comunicado de Tapia. Um mês após esses anúncios, o presidente da Superliga, Mariano Elizondo, renunciou.
A Superliga foi substituída por um órgão semelhante, denominado Liga Profesional de Fútbol (LFP), diretamente ligado à AFA e presidido por Marcelo Tinelli. Esperava-se que a Superliga fosse dissolvida assim que terminasse a edição de 2020 da Copa de la Superliga Argentina, mas devido à pandemia de COVID-19 a copa foi cancelada, acelerando o processo. Em maio de 2020, a LFP foi lançada pela AFA.

## Campeões
A seguir está uma lista que inclui todos os campeões da Primera División desde a primeira edição realizada em 1891. Pela primeira vez desde 1892, nenhum campeonato da liga foi realizado em 2020 após o cronograma da temporada regular da liga ser repetidamente adiado por causa da pandemia de COVID-19. Como o Governo Nacional permitiu o retorno das competições de futebol em outubro, a AFA organizou a Copa de la Liga Profesional de 2020, uma copa nacional concebida como uma competição de contingência.
| Ed. | Temporada          | Campeão                                                      | Vice-campeão                                                 | Terceiro lugar                                               |
| --- | ------------------ | ------------------------------------------------------------ | ------------------------------------------------------------ | ------------------------------------------------------------ |
| 1   | 1891               | St. Andrew's (1)                                             | Buenos Aires & Rosario Railway                               | Belgrano FC                                                  |
| 1   | 1891               | Old Caledonians (1)                                          | Buenos Aires & Rosario Railway                               | Belgrano FC                                                  |
| –   | 1892               | Nenhum campeonato realizado após a dissolução da AAFL        | Nenhum campeonato realizado após a dissolução da AAFL        | Nenhum campeonato realizado após a dissolução da AAFL        |
| 2   | 1893               | Lomas AC (1)                                                 | Flores                                                       | Quilmes                                                      |
| 3   | 1894               | Lomas AC (2)                                                 | Rosario AC                                                   | Flores                                                       |
| 4   | 1895               | Lomas AC (3)                                                 | Lomas Academy                                                | Flores                                                       |
| 5   | 1896               | Lomas Academy (1)                                            | Flores                                                       | Lomas AC                                                     |
| 6   | 1897               | Lomas AC (4)                                                 | Lanús AC                                                     | Belgrano AC                                                  |
| 7   | 1898               | Lomas AC (5)                                                 | Lobos                                                        | Belgrano AC                                                  |
| 8   | 1899               | Belgrano AC (1)                                              | Lobos                                                        | Lomas AC                                                     |
| 9   | 1900               | Alumni (1)                                                   | Lomas AC                                                     | Belgrano AC                                                  |
| 10  | 1901               | Alumni (2)                                                   | Belgrano AC                                                  | Quilmes                                                      |
| 11  | 1902               | Alumni (3)                                                   | Barracas                                                     | Quilmes                                                      |
| 12  | 1903               | Alumni (4)                                                   | Belgrano AC                                                  | Barracas                                                     |
| 13  | 1904               | Belgrano AC (2)                                              | Alumni                                                       | Lomas AC                                                     |
| 14  | 1905               | Alumni (5)                                                   | Belgrano AC                                                  | Estudiantes (BA)                                             |
| 15  | 1906               | Alumni (6)                                                   | Lomas AC                                                     | Quilmes                                                      |
| 16  | 1907               | Alumni (7)                                                   | Estudiantes (BA)                                             | San Isidro                                                   |
| 17  | 1908               | Belgrano AC (3)                                              | Alumni                                                       | Argentino (Q)                                                |
| 18  | 1909               | Alumni (8)                                                   | River Plate                                                  | Quilmes                                                      |
| 19  | 1910               | Alumni (9)                                                   | Porteño                                                      | Belgrano AC                                                  |
| 20  | 1911               | Alumni (10)                                                  | Porteño                                                      | San Isidro                                                   |
| 21  | 1912               | Quilmes (1)                                                  | San Isidro                                                   | Racing                                                       |
| 21  | 1912 FAF           | Porteño (1)                                                  | Independiente                                                | Estudiantes (LP)                                             |
| 22  | 1913               | Racing (1)                                                   | San Isidro                                                   | River Plate                                                  |
| 22  | 1913 FAF           | Estudiantes (LP) (1)                                         | Gimnasia y Esgrima (BA)                                      | Argentino (Q)                                                |
| 23  | 1914               | Racing (2)                                                   | Estudiantes (BA)                                             | Boca Juniors                                                 |
| 23  | 1914 FAF           | Porteño (2)                                                  | Estudiantes (LP)                                             | Independiente                                                |
| 24  | 1915               | Racing (3)                                                   | San Isidro                                                   | River Plate                                                  |
| 25  | 1916               | Racing (4)                                                   | Platense                                                     | River Plate                                                  |
| 26  | 1917               | Racing (5)                                                   | River Plate                                                  | Huracán                                                      |
| 27  | 1918               | Racing (6)                                                   | River Plate                                                  | Boca Juniors                                                 |
| 28  | 1919               | Boca Juniors (1)                                             | Estudiantes                                                  | Huracán                                                      |
| 28  | 1919 AAmF          | Racing (7)                                                   | Vélez Sarsfield                                              | River Plate                                                  |
| 29  | 1920               | Boca Juniors (2)                                             | Banfield                                                     | Huracán                                                      |
| 29  | 1920 AAmF          | River Plate (1)                                              | Racing                                                       | San Lorenzo                                                  |
| 30  | 1921               | Huracán (1)                                                  | Del Plata                                                    | Boca Juniors                                                 |
| 30  | 1921 AAmF          | Racing (8)                                                   | River Plate                                                  | Independiente                                                |
| 31  | 1922               | Huracán (2)                                                  | Sportivo Palermo                                             | Boca Juniors                                                 |
| 31  | 1922 AAmF          | Independiente (1)                                            | River Plate                                                  | San Lorenzo                                                  |
| 32  | 1923               | Boca Juniors (3)                                             | Huracán                                                      | Sportivo Barracas                                            |
| 32  | 1923 AAmF          | San Lorenzo (1)                                              | Independiente                                                | River Plate                                                  |
| 33  | 1924               | Boca Juniors (4)                                             | Temperley                                                    | Dock Sud                                                     |
| 33  | 1924 AAmF          | San Lorenzo (2)                                              | Gimnasia y Esgrima (LP)                                      | Independiente                                                |
| 34  | 1925               | Huracán (3)                                                  | Nueva Chicago                                                | El Porvenir                                                  |
| 34  | 1925 AAmF          | Racing (9)                                                   | San Lorenzo                                                  | Almagro                                                      |
| 35  | 1926               | Boca Juniors (5)                                             | Argentinos Juniors                                           | Huracán                                                      |
| 35  | 1926 AAmF          | Independiente (2)                                            | San Lorenzo                                                  | Platense                                                     |
| 36  | 1927               | San Lorenzo (3)                                              | Boca Juniors                                                 | Lanús                                                        |
| 37  | 1928               | Huracán (4)                                                  | Boca Juniors                                                 | Estudiantes (LP)                                             |
| 38  | 1929               | Gimnasia y Esgrima (LP) (1)                                  | Boca Juniors                                                 | River Plate                                                  |
| 39  | 1930               | Boca Juniors (6)                                             | Estudiantes (LP)                                             | River Plate                                                  |
| 40  | 1931               | Estudiantil Porteño (1)                                      | Almagro                                                      | Sportivo Buenos Aires                                        |
| 40  | 1931 LAF           | Boca Juniors (7)                                             | San Lorenzo                                                  | Estudiantes (LP)                                             |
| 41  | 1932               | Sportivo Barracas (1)                                        | Barracas Central                                             | Colegiales                                                   |
| 41  | 1932 LAF           | River Plate (2)                                              | Independiente                                                | Racing                                                       |
| 42  | 1933               | Dock Sud (1)                                                 | Nueva Chicago                                                | Banfield                                                     |
| 42  | 1933 LAF           | San Lorenzo (4)                                              | Boca Juniors                                                 | Racing                                                       |
| 43  | 1934               | Estudiantil Porteño (2)                                      | Banfield                                                     | Defensores de Belgrano                                       |
| 43  | 1934 LAF           | Boca Juniors (8)                                             | Independiente                                                | San Lorenzo                                                  |
| 44  | 1935               | Boca Juniors (9)                                             | Independiente                                                | San Lorenzo                                                  |
| 45  | 1936 Honor         | San Lorenzo (5)                                              | Huracán                                                      | Boca Juniors                                                 |
| 45  | 1936 Campeonato    | River Plate (3)                                              | San Lorenzo                                                  | Racing                                                       |
| 45  | 1936 Oro           | River Plate (4)                                              | San Lorenzo                                                  | –                                                            |
| 46  | 1937               | River Plate (5)                                              | Independiente                                                | Boca Juniors                                                 |
| 47  | 1938               | Independiente (3)                                            | River Plate                                                  | San Lorenzo                                                  |
| 48  | 1939               | Independiente (4)                                            | River Plate                                                  | Huracán                                                      |
| 49  | 1940               | Boca Juniors (10)                                            | Independiente                                                | River Plate                                                  |
| 50  | 1941               | River Plate (6)                                              | San Lorenzo                                                  | Newell's Old Boys                                            |
| 51  | 1942               | River Plate (7)                                              | San Lorenzo                                                  | Huracán                                                      |
| 52  | 1943               | Boca Juniors (11)                                            | River Plate                                                  | San Lorenzo                                                  |
| 53  | 1944               | Boca Juniors (12)                                            | River Plate                                                  | Estudiantes (LP)                                             |
| 54  | 1945               | River Plate (8)                                              | Boca Juniors                                                 | Independiente                                                |
| 55  | 1946               | San Lorenzo (6)                                              | Boca Juniors                                                 | River Plate                                                  |
| 56  | 1947               | River Plate (9)                                              | Boca Juniors                                                 | Independiente                                                |
| 57  | 1948               | Independiente (5)                                            | River Plate                                                  | Estudiantes (LP)                                             |
| 58  | 1949               | Racing (10)                                                  | River Plate                                                  | Platense                                                     |
| 59  | 1950               | Racing (11)                                                  | Boca Juniors                                                 | Independiente                                                |
| 60  | 1951               | Racing (12)                                                  | Banfield                                                     | River Plate                                                  |
| 61  | 1952               | River Plate (10)                                             | Racing                                                       | Independiente                                                |
| 62  | 1953               | River Plate (11)                                             | Vélez Sarsfield                                              | Racing                                                       |
| 63  | 1954               | Boca Juniors (13)                                            | Independiente                                                | River Plate                                                  |
| 64  | 1955               | River Plate (12)                                             | Racing                                                       | Boca Juniors                                                 |
| 65  | 1956               | River Plate (13)                                             | Lanús                                                        | Boca Juniors                                                 |
| 66  | 1957               | River Plate (14)                                             | San Lorenzo                                                  | Racing                                                       |
| 67  | 1958               | Racing (13)                                                  | Boca Juniors                                                 | San Lorenzo                                                  |
| 68  | 1959               | San Lorenzo (7)                                              | Racing                                                       | Independiente                                                |
| 69  | 1960               | Independiente (6)                                            | River Plate                                                  | Argentinos Juniors                                           |
| 70  | 1961               | Racing (14)                                                  | San Lorenzo                                                  | River Plate                                                  |
| 71  | 1962               | Boca Juniors (14)                                            | River Plate                                                  | Gimnasia y Esgrima (LP)                                      |
| 72  | 1963               | Independiente (7)                                            | River Plate                                                  | Racing                                                       |
| 73  | 1964               | Boca Juniors (15)                                            | Independiente                                                | River Plate                                                  |
| 74  | 1965               | Boca Juniors (16)                                            | River Plate                                                  | Vélez Sarsfield                                              |
| 75  | 1966               | Racing (15)                                                  | River Plate                                                  | Boca Juniors                                                 |
| 76  | 1967 Metropolitano | Estudiantes (LP) (2)                                         | Racing                                                       | –                                                            |
| 76  | 1967 Nacional      | Independiente (8)                                            | Estudiantes (LP)                                             | Vélez Sarsfield                                              |
| 77  | 1968 Metropolitano | San Lorenzo (8)                                              | Estudiantes (LP)                                             | –                                                            |
| 77  | 1968 Nacional      | Vélez Sarsfield (1)                                          | River Plate                                                  | Racing                                                       |
| 78  | 1969 Metropolitano | Chacarita Juniors (1)                                        | River Plate                                                  | –                                                            |
| 78  | 1969 Nacional      | Boca Juniors (17)                                            | River Plate                                                  | San Lorenzo                                                  |
| 79  | 1970 Metropolitano | Independiente (9)                                            | River Plate                                                  | San Lorenzo                                                  |
| 79  | 1970 Nacional      | Boca Juniors (18)                                            | Rosario Central                                              | –                                                            |
| 80  | 1971 Metropolitano | Independiente (10)                                           | Vélez Sarsfield                                              | Chacarita Juniors                                            |
| 80  | 1971 Nacional      | Rosario Central (1)                                          | San Lorenzo                                                  | –                                                            |
| 81  | 1972 Metropolitano | San Lorenzo (9)                                              | Racing                                                       | Huracán                                                      |
| 81  | 1972 Nacional      | San Lorenzo (10)                                             | River Plate                                                  | Boca Juniors                                                 |
| 82  | 1973 Metropolitano | Huracán (5)                                                  | Boca Juniors                                                 | San Lorenzo                                                  |
| 82  | 1973 Nacional      | Rosario Central (2)                                          | River Plate                                                  | Atlanta                                                      |
| 83  | 1974 Metropolitano | Newell's Old Boys (1)                                        | Rosario Central                                              | Boca Juniors                                                 |
| 83  | 1974 Nacional      | San Lorenzo (11)                                             | Rosario Central                                              | Vélez Sarsfield                                              |
| 84  | 1975 Metropolitano | River Plate (15)                                             | Huracán                                                      | Boca Juniors                                                 |
| 84  | 1975 Nacional      | River Plate (16)                                             | Estudiantes (LP)                                             | San Lorenzo                                                  |
| 85  | 1976 Metropolitano | Boca Juniors (19)                                            | Huracán                                                      | Estudiantes (LP)                                             |
| 85  | 1976 Nacional      | Boca Juniors (20)                                            | River Plate                                                  | –                                                            |
| 86  | 1977 Metropolitano | River Plate (17)                                             | Independiente                                                | Vélez Sarsfield                                              |
| 86  | 1977 Nacional      | Independiente (11)                                           | Talleres (C)                                                 | –                                                            |
| 87  | 1978 Metropolitano | Quilmes (2)                                                  | Boca Juniors                                                 | Unión                                                        |
| 87  | 1978 Nacional      | Independiente (12)                                           | River Plate                                                  | –                                                            |
| 88  | 1979 Metropolitano | River Plate (18)                                             | Vélez Sarsfield                                              | –                                                            |
| 88  | 1979 Nacional      | River Plate (19)                                             | Unión                                                        | –                                                            |
| 89  | 1980 Metropolitano | River Plate (20)                                             | Argentinos Juniors                                           | Talleres (C)                                                 |
| 89  | 1980 Nacional      | Rosario Central (3)                                          | Racing (C)                                                   | –                                                            |
| 90  | 1981 Metropolitano | Boca Juniors (21)                                            | Ferro Carril Oeste                                           | Newell's Old Boys                                            |
| 90  | 1981 Nacional      | River Plate (21)                                             | Ferro Carril Oeste                                           | –                                                            |
| 91  | 1982 Metropolitano | Estudiantes (LP) (3)                                         | Independiente                                                | Boca Juniors                                                 |
| 91  | 1982 Nacional      | Ferro Carril Oeste (1)                                       | Quilmes                                                      | –                                                            |
| 92  | 1983 Metropolitano | Independiente (13)                                           | San Lorenzo                                                  | Ferro Carril Oeste                                           |
| 92  | 1983 Nacional      | Estudiantes (LP) (4)                                         | Independiente                                                | –                                                            |
| 93  | 1984 Metropolitano | Argentinos Juniors (1)                                       | Ferro Carril Oeste                                           | Estudiantes (LP)                                             |
| 93  | 1984 Nacional      | Ferro Carril Oeste (2)                                       | River Plate                                                  | –                                                            |
| 94  | 1985 Nacional      | Argentinos Juniors (2)                                       | Vélez Sarsfield                                              | –                                                            |
| 95  | 1985–86            | River Plate (22)                                             | Newell's Old Boys                                            | Deportivo Español                                            |
| 96  | 1986–87            | Rosario Central (4)                                          | Newell's Old Boys                                            | Independiente                                                |
| 97  | 1987–88            | Newell's Old Boys (2)                                        | San Lorenzo                                                  | Racing                                                       |
| 98  | 1988–89            | Independiente (14)                                           | Boca Juniors                                                 | Deportivo Español                                            |
| 99  | 1989–90            | River Plate (23)                                             | Independiente                                                | Boca Juniors                                                 |
| 100 | 1990–91            | Newell's Old Boys (3)                                        | Boca Juniors                                                 | River Plate                                                  |
| 101 | 1991 Apertura      | River Plate (24)                                             | Boca Juniors                                                 | San Lorenzo                                                  |
| 101 | 1992 Clausura      | Newell's Old Boys (4)                                        | Vélez Sarsfield                                              | Deportivo Español                                            |
| 102 | 1992 Apertura      | Boca Juniors (22)                                            | River Plate                                                  | San Lorenzo                                                  |
| 102 | 1993 Clausura      | Vélez Sarsfield (2)                                          | Independiente                                                | River Plate                                                  |
| 103 | 1993 Apertura      | River Plate (25)                                             | Vélez Sarsfield                                              | Racing                                                       |
| 103 | 1994 Clausura      | Independiente (15)                                           | Huracán                                                      | Rosario Central                                              |
| 104 | 1994 Apertura      | River Plate (26)                                             | San Lorenzo                                                  | Vélez Sarsfield                                              |
| 104 | 1995 Clausura      | San Lorenzo (12)                                             | Gimnasia y Esgrima (LP)                                      | Vélez Sarsfield                                              |
| 105 | 1995 Apertura      | Vélez Sarsfield (3)                                          | Racing                                                       | Lanús                                                        |
| 105 | 1996 Clausura      | Vélez Sarsfield (4)                                          | Gimnasia y Esgrima (LP)                                      | Lanús                                                        |
| 106 | 1996 Apertura      | River Plate (27)                                             | Independiente                                                | Lanús                                                        |
| 106 | 1997 Clausura      | River Plate (28)                                             | Colón                                                        | Newell's Old Boys                                            |
| 107 | 1997 Apertura      | River Plate (29)                                             | Boca Juniors                                                 | Rosario Central                                              |
| 107 | 1998 Clausura      | Vélez Sarsfield (5)                                          | Lanús                                                        | Gimnasia y Esgrima (LP)                                      |
| 108 | 1998 Apertura      | Boca Juniors (23)                                            | Gimnasia y Esgrima (LP)                                      | Racing                                                       |
| 108 | 1999 Clausura      | Boca Juniors (24)                                            | River Plate                                                  | San Lorenzo                                                  |
| 109 | 1999 Apertura      | River Plate (30)                                             | Rosario Central                                              | Boca Juniors                                                 |
| 109 | 2000 Clausura      | River Plate (31)                                             | Independiente                                                | Colón                                                        |
| 110 | 2000 Apertura      | Boca Juniors (25)                                            | River Plate                                                  | Gimnasia y Esgrima (LP)                                      |
| 110 | 2001 Clausura      | San Lorenzo (13)                                             | River Plate                                                  | Boca Juniors                                                 |
| 111 | 2001 Apertura      | Racing (16)                                                  | River Plate                                                  | Boca Juniors                                                 |
| 111 | 2002 Clausura      | River Plate (32)                                             | Gimnasia y Esgrima (LP)                                      | Boca Juniors                                                 |
| 112 | 2002 Apertura      | Independiente (16)                                           | Boca Juniors                                                 | River Plate                                                  |
| 112 | 2003 Clausura      | River Plate (33)                                             | Boca Juniors                                                 | Vélez Sarsfield                                              |
| 113 | 2003 Apertura      | Boca Juniors (26)                                            | San Lorenzo                                                  | Banfield                                                     |
| 113 | 2004 Clausura      | River Plate (34)                                             | Boca Juniors                                                 | Talleres (C)                                                 |
| 114 | 2004 Apertura      | Newell's Old Boys (5)                                        | Vélez Sarsfield                                              | River Plate                                                  |
| 114 | 2005 Clausura      | Vélez Sarsfield (6)                                          | Banfield                                                     | Racing                                                       |
| 115 | 2005 Apertura      | Boca Juniors (27)                                            | Gimnasia y Esgrima (LP)                                      | Vélez Sarsfield                                              |
| 115 | 2006 Clausura      | Boca Juniors (28)                                            | Lanús                                                        | River Plate                                                  |
| 116 | 2006 Apertura      | Estudiantes (LP) (5)                                         | Boca Juniors                                                 | River Plate                                                  |
| 116 | 2007 Clausura      | San Lorenzo (14)                                             | Boca Juniors                                                 | Estudiantes (LP)                                             |
| 117 | 2007 Apertura      | Lanús (1)                                                    | Tigre                                                        | Banfield                                                     |
| 117 | 2008 Clausura      | River Plate (35)                                             | Boca Juniors                                                 | Estudiantes (LP)                                             |
| 118 | 2008 Apertura      | Boca Juniors (29)                                            | Tigre                                                        | San Lorenzo                                                  |
| 118 | 2009 Clausura      | Vélez Sarsfield (7)                                          | Huracán                                                      | Lanús                                                        |
| 119 | 2009 Apertura      | Banfield (1)                                                 | Newell's Old Boys                                            | Colón                                                        |
| 119 | 2010 Clausura      | Argentinos Juniors (3)                                       | Estudiantes (LP)                                             | Godoy Cruz                                                   |
| 120 | 2010 Apertura      | Estudiantes (LP) (6)                                         | Vélez Sarsfield                                              | Arsenal                                                      |
| 120 | 2011 Clausura      | Vélez Sarsfield (8)                                          | Lanús                                                        | Godoy Cruz                                                   |
| 121 | 2011 Apertura      | Boca Juniors (30)                                            | Racing                                                       | Vélez Sarsfield                                              |
| 121 | 2012 Clausura      | Arsenal (1)                                                  | Tigre                                                        | Vélez Sarsfield                                              |
| 122 | 2012 Inicial       | Vélez Sarsfield (9)                                          | Newell's Old Boys                                            | Belgrano                                                     |
| 122 | 2013 Final         | Newell's Old Boys (6)                                        | River Plate                                                  | Lanús                                                        |
| 122 | 2012–13            | Vélez Sarsfield (10)                                         | Newell's Old Boys                                            | –                                                            |
| 123 | 2013 Inicial       | San Lorenzo (15)                                             | Lanús                                                        | Vélez Sarsfield                                              |
| 123 | 2014 Final         | River Plate (36)                                             | Boca Juniors                                                 | Estudiantes (LP)                                             |
| 124 | 2014 Transición    | Racing (17)                                                  | River Plate                                                  | Lanús                                                        |
| 125 | 2015               | Boca Juniors (31)                                            | San Lorenzo                                                  | Rosario Central                                              |
| 126 | 2016               | Lanús (2)                                                    | San Lorenzo                                                  | Estudiantes (LP)                                             |
| 127 | 2016–17            | Boca Juniors (32)                                            | River Plate                                                  | Estudiantes (LP)                                             |
| 128 | 2017–18            | Boca Juniors (33)                                            | Godoy Cruz                                                   | San Lorenzo                                                  |
| 129 | 2018–19            | Racing (18)                                                  | Defensa y Justicia                                           | Boca Juniors                                                 |
| 130 | 2019–20            | Boca Juniors (34)                                            | River Plate                                                  | Vélez Sarsfield                                              |
| –   | 2020               | Não realizada por causa da pandemia de COVID-19 na Argentina | Não realizada por causa da pandemia de COVID-19 na Argentina | Não realizada por causa da pandemia de COVID-19 na Argentina |
| 131 | 2021               | River Plate (37)                                             | Defensa y Justicia                                           | Talleres (C)                                                 |
| 132 | 2022               | Boca Juniors (35)                                            | Racing                                                       | River Plate                                                  |
| 133 | 2023               | River Plate (38)                                             | Talleres (C)                                                 | San Lorenzo                                                  |
| 134 | 2024               | Vélez Sarsfield (11)                                         | Talleres (C)                                                 | Racing                                                       |
| 135 | 2025 Apertura      | Platense (1)                                                 | Huracán                                                      | –                                                            |
| 135 | 2025 Clausura      |                                                              |                                                              |                                                              |

Notas
1. ↑  Campeonato organizado pela The Argentine Association Football League (AAFL), antecessora da atual Asociación del Fútbol Argentino (AFA), fundada em 1893. Essa associação era a mais antiga fora da Grã-Bretanha,[20] sendo dissolvida no mesmo ano.[21]
2. 1 2  A antiga e extinta AAFL considerava o título dividido entre as duas equipes, ao contrário da opinião geral que considerava o Saint Andrew's campeão por ter vencido a partida final, disputada para decidir qual time seria premiado com medalhas.
3. 1 2  Não relacionado ao Club Atlético Belgrano.
4. ↑  Primeiro campeonato organizado pela AFA.
5. ↑  Equipe separada criada por integrantes do Lomas A.C. para contar com mais um elenco competitivo da instituição.[22]
6. ↑  Não relacionado ao Club Atlético Lanús.
7. ↑  Quando Alumni ganhou o título de 1900, o clube ainda se chamava "English High School AC". Em 1901 foi renomeado porque a Associação de Futebol não permitia que os times usassem o mesmo nome da escola que representavam para evitar fins publicitários.
8. ↑  A Federación Argentina de Football (FAF) foi uma associação rival que organizou seus próprios campeonatos de 1912 a 1914.
9. ↑  A Asociación Amateurs de Football (AAmF) foi uma associação rival que organizou seus próprios campeonatos de 1919 a 1926.
10. ↑  A Liga Argentina de Football (LAF) foi uma associação dissidente que organizou os primeiros quatro campeonatos profissionais entre 1931 e 1934. Em 1935 fundiu-se com a associação amadora Asociación Argentina de Football (AAF), atualmente Asociación del Fútbol Argentino (AFA), cujos times foram rebaixados para a segunda divisão.
11. 1 2 3  A temporada de 1936 foi dividida em dois torneios de pontos corridos de turno único, "Copa Campeonato" (vencido pelo River Plate) e "Copa de Honor" (vencido pelo San Lorenzo). No final da temporada, os dois times disputaram a "Copa de Oro", partida única vencida pelo River. Em seu Memoria y Balance (Relatório Anual) publicado pela AFA naquele ano, o River Plate é mencionado como "campeão de 1936", enquanto o San Lorenzo é mencionado apenas como "time vencedor da Copa de Honor".[23] Em seu livro de 100 anos publicado em 1993, a AFA listou o River Plate como o único campeão de 1936.[24] Em 2013, a AFA incluiu três campeonatos de 1936 em seu site, mencionando o River Plate como vencedor da Copa de Oro e da Copa Campeonato e o San Lorenzo como vencedor da Copa de Honor, portanto, ambos os clubes somaram um título da liga aos seus títulos.[25][26] Além disso, alguns historiadores consideram a Copa de Oro uma copa nacional em vez de um campeonato, afirmando que só foi disputada para qualificar um representante argentino para jogar a Copa Aldao contra o campeão uruguaio.[27]
12. 1 2 3 4 5 6 7 8 9 10 11 12 13 14 15 16 17 18 19  Não houve registro de terceiro colocado, então o campeonato foi disputado em formato de dois grupos, onde os dois times que se classificaram em primeiro disputaram uma final.
13. ↑  Embora tenha havido um campeão do Apertura (Newell's Old Boys) e do Clausura (Boca Juniors) nesta temporada, os campeões do semestre disputaram uma final de duas mãos para determinar o campeão da temporada, que finalmente foi o Newell's.
14. ↑  Desde a temporada 1991–92, tanto o Apertura quanto o Clausura foram títulos oficiais individualmente.
15. ↑  Apenas para indicar que o Vélez Sársfield foi proclamado campeão de toda a temporada após vencer a "Superfinal" contra o Newell's.
16. ↑  O Vélez foi reconhecido como o campeão de toda a temporada (2012–13) e conquistou seu 10º título da Primera División.
17. ↑  Embora o River tenha derrotado o San Lorenzo na "Superfinal", isso não contou como um novo título da Primera División.

## Títulos por clube
Desde o primeiro campeonato realizado em 1891, 29 clubes conquistaram o título da Primera División pelo menos uma vez. O clube de maior sucesso é o River Plate, com 38 títulos. Outros clubes de sucesso são Boca Juniors com 35, Racing com 18, Independiente com 16 e San Lorenzo com 15.
A lista inclui todos os títulos conquistados por cada clube desde o primeiro campeonato da Primera División realizado em 1891. Os clubes com asterisco (*) não existem mais ou estão atualmente desfiliados da AFA.
| Clube                   | Títulos | Vices | Temporadas vencidas |
| ----------------------- | ------- | ----- | --- |
| River Plate             | 38      | 34    | 1920 AAmF, 1932 LAF, 1936 (Copa Campeonato), 1936 (Copa de Oro), 1937, 1941, 1942, 1945, 1947, 1952, 1953, 1955, 1956, 1957, 1975 Metropolitano, 1975 Nacional, 1977 Metropolitano, 1979 Metropolitano, 1979 Nacional, 1980 Metropolitano, 1981 Nacional, 1985–86, 1989–90, 1991 Apertura, 1993 Apertura, 1994 Apertura, 1996 Apertura, 1997 Apertura, 1997 Clausura, 1999 Apertura, 2000 Clausura, 2002 Clausura, 2003 Clausura, 2004 Clausura, 2008 Clausura, 2014 Final, 2021, 2023 |
| Boca Juniors            | 35      | 22    | 1919, 1920, 1923, 1924, 1926, 1930, 1931 LAF, 1934 LAF, 1935, 1940, 1943, 1944, 1954, 1962, 1964, 1965, 1969 Nacional, 1970 Nacional, 1976 Metropolitano, 1976 Nacional, 1981 Metropolitano, 1992 Apertura, 1998 Apertura, 1999 Clausura, 2000 Apertura, 2003 Apertura, 2005 Apertura, 2006 Clausura, 2008 Apertura, 2011 Apertura, 2015, 2016–17, 2017–18, 2019–20, 2022 |
| Racing                  | 18      | 11    | 1913, 1914, 1915, 1916, 1917, 1918, 1919 AAmF, 1921 AAmF, 1925 AAmF, 1949, 1950, 1951, 1958, 1961, 1966, 2001 Apertura, 2014 Transición, 2018–19 |
| Independiente           | 16      | 16    | 1922 AAmF, 1926 AAmF, 1938, 1939, 1948, 1960, 1963, 1967 Nacional, 1970 Metropolitano, 1971 Metropolitano, 1977 Nacional, 1978 Nacional, 1983 Metropolitano, 1988–89, 1994 Clausura, 2002 Apertura |
| San Lorenzo             | 15      | 16    | 1923 AAmF, 1924 AAmF, 1927, 1933 LAF, 1936 (Copa de Honor), 1946, 1959, 1968 Metropolitano, 1972 Metropolitano, 1972 Nacional, 1974 Nacional, 1995 Clausura, 2001 Clausura, 2007 Clausura, 2013 Inicial |
| Vélez Sarsfield         | 11      | 9     | 1968 Nacional, 1993 Clausura, 1995 Apertura, 1996 Clausura, 1998 Clausura, 2005 Clausura, 2009 Clausura, 2011 Clausura, 2012 Inicial, 2012–13 Superfinal, 2024 |
| Alumni *                | 10      | 2     | 1900, 1901, 1902, 1903, 1905, 1906, 1907, 1909, 1910, 1911 |
| Estudiantes (LP)        | 6       | 7     | 1913 FAF, 1967 Metropolitano, 1982 Metropolitano, 1983 Nacional, 2006 Apertura, 2010 Apertura |
| Newell's Old Boys       | 6       | 5     | 1974 Metropolitano, 1987–88, 1990–91, 1992 Clausura, 2004 Apertura, 2013 Final |
| Huracán                 | 5       | 9     | 1921, 1922, 1925, 1928, 1973 Metropolitano |
| Lomas Athletic *        | 5       | 2     | 1893, 1894, 1895, 1897, 1898 |
| Rosario Central         | 4       | 4     | 1971 Nacional, 1973 Nacional, 1980 Nacional, 1986–87 |
| Belgrano Athletic *     | 3       | 3     | 1899, 1904, 1908 |
| Argentinos Juniors      | 3       | 2     | 1984 Metropolitano, 1985 Nacional, 2010 Clausura |
| Lanús                   | 2       | 5     | 2007 Apertura, 2016 |
| Ferro Carril Oeste      | 2       | 3     | 1982 Nacional, 1984 Nacional |
| Porteño *               | 2       | 2     | 1912 FAF, 1914 FAF |
| Quilmes                 | 2       | 1     | 1912, 1978 Metropolitano |
| Estudiantil Porteño *   | 2       | –     | 1931, 1934 |
| Gimnasia y Esgrima (LP) | 1       | 6     | 1929 |
| Banfield                | 1       | 4     | 2009 Apertura |
| Lomas Academy *         | 1       | 1     | 1896 |
| Arsenal                 | 1       | –     | 2012 Clausura |
| Chacarita Juniors       | 1       | –     | 1969 Metropolitano |
| Dock Sud                | 1       | –     | 1933 |
| Old Caledonians *       | 1       | –     | 1891 |
| Platense                | 1       | -     | 2025 Apertura |
| Sportivo Barracas       | 1       | –     | 1932 |
| St. Andrew's *          | 1       | –     | 1891 |

Notas
1. 1 2  A Asociación del Fútbol Argentino (AFA) concedeu ao River Plate os dois títulos, Copa Campeonato e Copa de Oro, como títulos individuais.
2. ↑  A Asociación del Fútbol Argentino (AFA) considerou a Superfinal como um campeonato oficial da Primera División (temporada 2012–13), então o Vélez Sarsfield conquistou o seu 10º. título.[31]
3. ↑  Sob o nome de "English High School AC".

## Maiores artilheiros

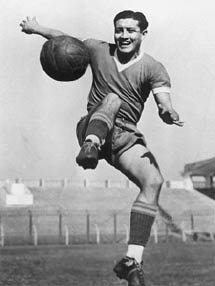
Arsenio Erico, o maior goleador histórico da Primera División.

O maior artilheiro de todos os tempos da Primera División é o atacante paraguaio Arsenio Erico, com 295 gols. A maioria dos jogadores na tabela de artilheiros de todos os tempos teve sua era de ouro antes da década de 1970, com todos os cinco maiores artilheiros de todos os tempos se aposentando antes de 1973. O único jogador que se aposentou depois daquele ano na lista dos vinte melhores é Martín Palermo, que jogou pelo Estudiantes (LP) e Boca Juniors na Primera División.
|    | Jogador             | Carreira na Primera División | Gols | Partidas | Média |
| -- | ------------------- | ---------------------------- | ---- | -------- | ----- |
| 1  | Arsenio Erico       | 1934–47                      | 295  | 332      | 0.88  |
| 2  | Ángel Labruna       | 1939–59                      | 294  | 515      | 0.57  |
| 3  | Herminio Masantonio | 1931–43, 1945                | 253  | 358      | 0.70  |
| 4  | Manuel Seoane       | 1921–32                      | 249  | 299      | 0.83  |
| 5  | Roberto Cherro      | 1924–38                      | 236  | 345      | 0.68  |
| 6  | Bernabé Ferreyra    | 1929–39                      | 233  | 234      | 0.99  |
| 7  | Manuel Pelegrina    | 1938–55                      | 231  | 490      | 0.47  |
| 8  | Martín Palermo      | 1993–2000, 2004–11           | 227  | 408      | 0.55  |
| 9  | José Sanfilippo     | 1953–63, 1966–67, 1972       | 226  | 330      | 0.68  |
| 10 | Ricardo Infante     | 1942–61                      | 217  | 439      | 0.49  |